# Дейвид Копърфийлд (филм, 1935)
„Дейвид Копърфийлд“ (на английски: David Copperfield) е американски филм на „Метро-Голдуин-Майер“ от 1935 г., по романа на Чарлз Дикенс, режисьор е Джордж Кюкор и участват Уилям Клод Фийлдс, Фреди Бартоломю, Лайънъл Баримор, Мадж Евънс, Морийн О'Съливан, Една Май Оливър, Луис Стоун, Франк Лоутън, Елизабет Алън и Робърт Йънг.
Романът е адаптиран за три неми филмови версии, но преди това е първата звукова продукция.
Той е номиниран за три награди „Оскар“, включително за най-добър филм, най-добър филмов монтаж (Робърт Дж. Кърн), и най-добър асистент режисьор (Джоузеф М. Нюман).